# 伊藤沙音
伊藤　沙音（いとう　しゃのん、2009年9月22日 - ）は、日本のファッションモデル。東京都出身。エヴァーグリーン・エンタテイメント所属。

## 略歴
・2021年
第25回ニコラモデルオーディション応募数10104人の中から11歳でグランプリを受賞、nicola専属モデルとなる。nicola10月号で誌面に初登場となる。同時期にInstagramも開設。
・2022年
7月26日オーディション情報サイトDeviewにてインタビュー掲載。nicola9月号で発表された私服総選挙にて総合1位に選ばれ最年少記録を樹立。
・2023年
nicola7月号で初表紙。nicola8月号で発表された私服総選挙にて総合1位に選ばれ2連覇。新しく加わった「かわいい部門」でも読者投票により1位に選ばれる。10月8日放送の日本テレビ「超無敵クラス」に新入生として初出演、ロケも行った。自己紹介では少女漫画について語った。　
・2024年
「美少女100選」に掲載される。

## 人物
- 人に媚びることを嫌い、優しくてサバサバした性格である。
- 好きな食べ物は、オムライス、フルーツ[1][5]。
- 趣味はお菓子作り、歌、ギター[1][5]。
- 好きなアーティストはコレサワ。
- 小学生時代の特技は鉄棒[1][5]。
- ファッションのテイストはガーリー（特に淡甘ガーリー）。最近はバレエコアにハマっている。好きなブランドは Heather、NICE CLAUP、60%、more self love、repipi armario
- 料理教室に通っている（YouTubeより）。
- 同じニコラモデルの松田美優と「しゃのみゆ」を組んでいる。
- ブログ「しゃのんははんこうき!」では、自身の人物像がわかるような内容となっている。
- 将来の夢はお洋服をプロデュースすること。

## 出演

### テレビ番組
日本テレビ『超無敵クラス』（2023年10月8日～）
日本テレビ『しゃべくり007』（2024年6月10日(月)21:00～）

### 雑誌
- nicola専属モデル（新潮社、2021年10月〜）
- 美少女図鑑『美少女百選2024』（2024年3月21日(木)発売）